# Stefan Seeger

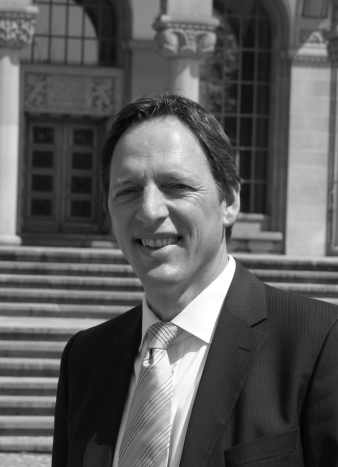
Stefan Seeger

Stefan Seeger (* 11. Juli 1962 in Michelstadt) ist ein deutscher Chemiker und Hochschullehrer an der Universität Zürich. 

## Leben und Werk
Stefan Seeger studierte Chemie an der Universität Heidelberg und der Technischen Universität Berlin. Er promovierte an der Universität Heidelberg im Jahr 1992. Ferner studierte er Betriebswirtschaft an der FernUniversität Hagen. Ab 1992 baute er an der Universität Heidelberg eine Forschungsgruppe für Biophysikalische Chemie auf. Nach einem Forschungsaufenthalt an der Universität Lund (Schweden) kehrte er im Jahr 1994 zurück an die Universität Heidelberg und habilitierte sich im Jahr 1997. Noch 1997 wurde er zum Professor für Biosensorik an die Universität Regensburg berufen. 1999 nahm er einen Ruf an die Universität Zürich an und wurde dort zum Ordinarius für Physikalische Chemie und 2001 zum Direktor des Physikalisch-Chemischen Instituts ernannt.
Stefan Seeger entwickelte mit seiner Arbeitsgruppe die Supercritical Angle Fluorescence Microscopy-Methode sowie Silikonnanofilamente, Nanostrukturen auf Oberflächen, die superhydrophobe, superoleophobe Eigenschaften aufweisen. Ferner entwickelte er Verfahren zur Manipulation biologischer Materialien. Stefan Seeger publizierte bisher weit über hundert wissenschaftliche Arbeiten. Ferner gründete er Technologieunternehmen, wie z. B. die Molecular Machines & Industries AG, einem führenden Hersteller von laseroptischen Systemen für Pathologie, Biotechnologie und Pharmazie.
Stefan Seeger gründete schweizweit erstmals den Studiengang Wirtschaftschemie an der Universität Zürich, einen Studiengang, der chemisches und ökonomisches Know-how in einem Studium vermittelt.
Stefan Seeger ist Mitglied der Gesellschaft Deutscher Chemiker, der Schweizerischen Chemischen Gesellschaft, der American Chemical Society, der Optical Society of America, Mitglied im Vorstand der vom Chemie-Nobelpreisträger Paul Karrer gegründeten Paul-Karrer-Stiftung und Vizepräsident der Stiftung für wissenschaftliche Forschung der Universität Zürich. Ferner ist er Mitglied in den Editorial Boards des Journals of Business Chemistry und Advances in Physical Chemistry.

## Auszeichnungen
Stefan Seegers Entwicklung der Silikonnanofilamente wurde im Jahr 2010 unter die 100 bedeutendsten Innovationen der letzten Jahre gewählt und während der Weltausstellung Expo 2010 in Shanghai im Innovationspavillon ausgestellt.

## Wichtige Publikationen (Auswahl)
- mit Jörg Enderlein und Thomas Ruckstuhl: Highly Efficient Optical Detection of Surface-Generated Fluorescence. In: Applied Optics. Bd. 38, Nr. 4, 1999, ISSN 1559-128X, S. 724–732, doi:10.1364/AO.38.000724.
- mit Thomas Ruckstuhl und Michael Rankl: Highly sensitive biosensing using a Supercritical Angle Fluorescence (SAF) instrument. In: Biosensors & Bioelectronics. Bd. 18, Nr. 9, 2003, ISSN 0956-5663, S. 1193–1199, doi:10.1016/S0956-5663(02)00239-7.
- mit Qiang Li und Thomas Ruckstuhl: Deep-UV Laser-based Fluorescence Lifetime Imaging Microscopy of Single Molecules. In: The Journal of Physical Chemistry. B. Bd. 108, Nr. 24, 2004, ISSN 1089-5647, S. 8324–8329, doi:10.1021/jp0375160.
- mit Thomas Ruckstuhl: Attoliter detection volumes by confocal total-internal-reflection fluorescence microscopy. In: Optics Letters. Bd. 29, Nr. 6, 2004, ISSN 0146-9592, S. 569–571, doi:10.1364/OL.29.000569.
- mit Qiang Li: Label free detection of single protein molecules using deep UV fluorescence lifetime microscopy. In: Analytical Chemistry. Bd. 78, Nr. 8, 2006, ISSN 0003-2700, S. 2732–2737, doi:10.1021/ac052166u.
- mit Helmut Grubmüller, Harald Tschesche: Aufbau, Funktion und Diagnostik biogener Moleküle, in: Bergmann-Schaefer Lehrbuch der Experimentalphysik, Band 5, De Gruyter 2006
- mit G. R. J. Artus, S. Jung, J. Zimmermann, H.-P. Gautschi und K. Marquardt: Silicone Nanofilaments and their Application as Superhydrophobic Coating. In: Advanced Materials. Bd. 18, Nr. 20, 2006, ISSN 0935-9648, S. 2758–2762, doi:10.1002/adma.200502030.
- mit Marco Nonella: Investigating Alanine-Silica Interaction by Means of First-Principles Molecular-Dynamics Simulations. In: ChemPhysChem. Bd. 9, Nr. 3, 2008, ISSN 1439-4235, S. 414–421, doi:10.1002/cphc.200700546.